# آرونتورپ
آرونتورپ (به سوئدی: Arontorp) یک منطقه مسکونی است که در بخش موربیلونگا در شهرستان کالمار کشور سوئد قرار دارد. جمعیت آرونتورپ در پایان سال ۲۰۱۰ بالغ بر ۲۳۳ نفر بوده است.